# John (chanson de Desireless)
Pour les articles homonymes, voir John.
Singles de Desireless
Voyage, voyage Qui sommes nous
Pistes de François
Qui peut savoir Dis pourquoi
John est un single de la chanteuse Desireless, sorti en 1988.
Deuxième succès de la chanteuse après le tube Voyage, voyage, John marchera surtout en France et dans une moindre mesure en Europe. Il est certifié disque d'argent en France en 1988 pour plus de 250 000 exemplaires vendus. 

## Formats
45 Tours France
- Face A : John 3:58
- Face B : John (Tempo 120) 4:12

CD single France
1. John 4:19
2. John (Remix) 6:27
3. Voyage, voyage (Extended Remix) 6:45

Maxi 45 Tours France
- Face A : John (Remix) 6:28
- Face B : John 4:21

Maxi 45 Tours UK
- Face A :

1. John (London Remix) 6:17

- Face B :

1. John (London Remix) 4:11
2. Voyage, voyage (Britmix) 7:06

## Crédits
Enregistré au Studio Colour 

Ingénieurs : A. Cambourakis & S. Prestage 

Production et arrangements : Jean-Michel Rivat 

Editions Rivat Music 

Chœurs : Desireless, Michel Laurent 

Mixé à Digital Services par Dominique Blanc-Francquard, S. Prestage

## Classements
| Pays     | Meilleure position |
| -------- | ------------------ |
| France   | 5                  |
| Espagne  | 8                  |
| Finlande | 9                  |